# عادل مختار
عادل المختار (12 ديسمبر 1963 -) مغني عراقي

## حياته
ولد في مدينة الناصرية كان يشارك في الحفلات المدرسية ويرتل القرآن الكريم درس الموسيقى وتعلم العزف على آلتي الكمان الغربي والعود " وتخرج من معهد الفنون الجميلة في بغداد قدم أعمالاً مع فرقة الدانة انتقل للعيش في روسيا وخاض مجال تجارة السيارات القديمة ليستقر بعدها في الإمارات العربية المتحدة

### حياته الأسرية
متزوج ولديه ابن وحيد اسمه «هاشم».[بحاجة لمصدر]

## مشواره المهني
انطلاقته كانت في الثمانينات ثم تفرد في التسعينات، بداية من خلال عزفه على آلة العود وقام بالتلحين لعدة مطربين شباب
أول أغينة أطلقها أغنية «عذابي من حبيبي» ثم «المن اشتكي الجرح» وتجديده أغاني من التراث العراقي منها بين العصر والمغرب أصدر ثمانية ألبومات طرحت بالاسواق خلال مسيرته الفنية إنتاج شركة العبدول 4 البومات من إنتاج روتانا وألبومين من الإنتاج الخاص التي تضمنتها ألبومات مثل (اشتكي جرحي، ياجمالك، ياقلبي صبرا، كذابة، أمير الروح، بنات اليوم). وكانت هذه الألبومات (وهي تشكل نحو ستين أغنية) صدرت عن المجموعة الفنية (الأول والثاني) والبقية عن روتانا للصوتيات من خلال تعاقدات دامت نحو عشر سنوات
عام 2009 أطلق ألبوم (وحشتك) وكان آخر ألبوم مع روتانا بسبب اهمالها له إعلاميا وعدم اشراكه في المهرجانات والحفلات التي تنظمها حيث قال له:سالم الهندي «أنت غير مطلوب جماهيرياً»
عام 2011 قام بطرح أغنيت منفردتين، هما “المشكلة”، وأغنية “البنية” وهي من التراث العراقي وعام 2012 أطلق الألبوم الأفندي مع شركة روتانا، في مارس 2020 أطلق أغنية منفردة بعنوان القلب باسمك من ألحان حاتم العراقي

## الألبومات
| الألبوم      | العام | المنتج          |
| ------------ | ----- | --------------- |
| اشتكي جرحي   | 1998  | ميوزيك ماستر    |
| الصياد       | 2000  | العبدول         |
| يا قلبي صبرا | 2001  | العبدول         |
| يا جمالك     | 2002  | المجموعة الفنية |
| أمير الروح   | 2004  | روتانا          |
| بنات اليوم   | 2006  | روتانا          |
| كذابة        | 2007  | روتانا          |
| زهريات       | 2007  | روتانا          |
| وحشتك        | 2008  | روتانا          |
| الأفندي      | 2012  | روتانا          |

## الأغاني المصورة
| الأغنية            | المنتج     | المخرج                                               | العام |
| ------------------ | ---------- | ---------------------------------------------------- | ----- |
| عذابي من حبيبي     | شركة البحر | هشام خالد                                            | 1993  |
| هالكد ضعيف الذاكرة | شركة البحر | صبري الرماحي                                         | 1994  |
| إلى من أشتكي جرحي  | العبدول    | النسخة الأولى مخرج عراقي النسخة الثانية سهيل العبدول | 1998  |
| عالميمار           | العبدول    | كريم حمزة                                            | 2000  |
| ادلل عليه ادلل     | العبدول    | سهيل العبدول                                         | 2001  |
| ولا أملك           | روتانا     | عامر الخفش                                           | 2001  |
| يا جمالك           | روتانا     | سهيل العبدول                                         | 2002  |
| آه يالسمرة         | روتانا     | كريم حمزة                                            | 2004  |
| لا تلوموني         | روتانا     | جميل جميل المغازي                                    | 2005  |
| هي عيونه           | روتانا     | جميل جميل المغازي                                    | 2005  |
| كذابة              | روتانا     | جميل جميل المغازي                                    | 2005  |
| علميني             | روتانا     | جميل جميل المغازي                                    | 2007  |
| كأنها أثنين        | روتانا     | محمد حسين المطيري                                    | 2007  |
| ما راضيته          | روتانا     | عادل الخضر                                           | 2008  |
| وحشتك              | روتانا     | جميل جميل المغازي                                    | 2009  |
| يجي الليل          | روتانا     | ميشيل مليكيان                                        | 2009  |
| الأفندي            | روتانا     | عادل سرحان                                           | 2012  |
| لا ترحم            | روتانا     | عادل سرحان                                           | 2012  |
| يا جمالك           | روتانا     | العاني                                               | 2012  |
| القلب بإسمك        | روتانا     | حمزة الوراق                                          | 2022  |

## أغاني منفردة
- (2020): القلب باسمك
- (2010): أمونا
- (2009): اليوم لا يومين
- (2007): تزوجت العذاب